# Tre Deckare löser Brinnande ögats gåta
Alfred Hitchcock och Tre deckare löser Brinnande ögats gåta (originaltitel Alfred Hitchcock and the Three Investigators in The Mystery of the Fiery Eye) är den sjunde boken i den fristående Tre deckare-serien. Boken är skriven av Robert Arthur 1967. Den utgavs i Sverige på svenska 1969 av B. Wahlströms bokförlag i översättning av Lasse Mattsson. 